# نوگاهاپولا
نوگاهاپولا (به لاتین: Nugahapola) یک منطقهٔ مسکونی در سری‌لانکا است که در استان مرکزی (سری‌لانکا) واقع شده‌است.